# Braintree (Massachusetts)
Die Stadt Braintree ist eine Stadt im Norfolk County des Bundesstaats Massachusetts in den USA.
Das U.S. Census Bureau hat bei der Volkszählung 2020 eine Einwohnerzahl von 39.143 ermittelt.
Braintree liegt in der Metropolregion Greater Boston, hat Anschluss an die Red Line des Öffentlichen Nahverkehrs der Massachusetts Bay Transportation Authority und ist Mitglied der Metropolitan Area Planning Commission's South Shore Coalition.

## Geographie
Braintree liegt im Nordosten der USA und im Osten des Bundesstaats Massachusetts, etwa 20 Kilometer südlich von Boston.
Dem United States Census Bureau zufolge beträgt die Fläche der Stadt 37,6 km², davon 36 km² Land und 1,6 km² (4,34 %) Gewässer. Zu den Gewässern zählen unter anderem der Pond Meadow Park und der Sunset Lake.

## Geschichte
Die Stadt Braintree wurde 1640 gegründet und nach der englischen Stadt Braintree benannt. Das zum Stadtgebiet gehörende Land wurde später auf die Gemeinden Randolph, Holbrook und Quincy sowie Teile von Milton aufgeteilt. Der nördliche Bezirk von Braintree, der heute den Hauptteil der Stadt Quincy ausmacht, war der Geburtsort der amerikanischen Präsidenten John Adams und John Quincy Adams sowie des Politikers John Hancock und des Generals Sylvanus Thayer, des "Vaters von West Point".
In Braintree geschahen 1920 die berüchtigten Morde, die zum Prozess gegen Sacco und Vanzetti führten.  Der Miterfinder des Telefons,  Thomas A. Watson, verbrachte hier seinen Ruhestand.
Die Bevölkerung von Braintree wuchs in den 1920er-Jahren um mehr als 50 %.

## Politik
Im Januar 2008 änderte Braintree seine Regierungsform vom "Representative Town Meeting" zum "Mayor-Council Government" (wörtlich: Bürgermeisterratsregierung). Offiziell gilt Braintree als Stadt, es nahm jedoch eine Gemeindesatzung an, die 2008 in Kraft trat und als Regierungsform das "Mayor-Council Government" festlegt. Nach den Gesetzen von Massachusetts gilt Braintree als City. Der erste Bürgermeister von Braintree war Joseph Sullivan.

## Bevölkerung
Nach Angaben der Volkszählung von 2000 lebten in Braintree 33.828 Menschen, es gab 12.652 Haushalte und 8.907 Familien in der Stadt. Die Bevölkerungsdichte betrug 939,6 Personen pro km². Die Zusammensetzung der Bevölkerung war: 93,96 % Weiße, 1,18 % Afroamerikaner, 0,11 % Indigene Amerikaner, 3,14 % Asiaten, 0,03 % Pacific Islander, 0,64 % andere Rassen und 0,95 % zwei oder mehr Rassen. 1,16 % der Bevölkerung waren Hispanics oder Latinos.
In 29,6 % der Haushalte lebten Kinder bis 18 Jahre, 55,4 % der Haushalte setzten sich aus verheirateten Paaren zusammen, 11,7 % hatten einen weiblichen Haushaltsvorstand ohne Ehemann und 29,6 % waren keine Familien. 24,4 % aller Haushalte waren Einpersonenhaushalte, und in 11,9 % der Haushalte lebten Personen über 65 Jahre. Die durchschnittliche Haushaltsgröße betrug 2,61 Personen, die durchschnittliche Familiengröße 3,16 Personen.
22,5 % der Einwohner waren jünger als 18 Jahre, 6,5 % zwischen 18 und 24 Jahre alt, 28,9 % zwischen 25 und 44 Jahre alt, 24 % zwischen 45 und 64 Jahre alt und 18,1 % 65 Jahre und älter. Das Durchschnittsalter betrug 40 Jahre. Auf 100 Frauen kamen 89,1 Männer. Auf 100 Frauen, die 18 Jahre oder älter waren, kamen 84,4 Männer.
Das mittlere Haushaltseinkommen in der Stadt betrug laut einer Schätzung aus dem Jahr 2007 74.360 US-Dollar, das mittlere Familieneinkommen 90.590 US-Dollar. Männer hatten ein Durchschnittseinkommen von 49.607 US-Dollar, verglichen mit einem durchschnittlichen Einkommen von 36.034 US-Dollar der Frauen. Das Pro-Kopf-Einkommen der Stadt betrug 28.683 US-Dollar. Etwa 2,1 % der Familien und 3,8 % der Bevölkerung hatten ein Einkommen unterhalb der Armutsgrenze, darunter 4,6 % der Personen unter 18 Jahren und 3,3 % der Personen, die 65 Jahre und älter waren.

## Kultur und Sehenswürdigkeiten

### Sehenswürdigkeiten
- Geburtshaus von General Sylvanus Thayer
- South Shore Plaza

### Filme, die in Braintree gedreht wurden
- Juni 1969: Tell Me That You Love Me, Junie Moon, Regisseur: Otto Preminger (Drehort der Sequenz: Bluehill Cemetery, 710 West Street)
- April 2008: Der Kaufhaus Cop (Paul Blart: Mall Cop), Regisseur: Steve Carr (Drehort der Sequenz: South Shore Plaza)
- Oktober 2006: Departed – Unter Feinden (The Departed), Regisseur: Martin Scorsese (Drehort der Sequenz: Fore River Shipyard)
- September 2009: What Doesn’t Kill You, Regisseur: Brian Goodman (Drehort der Sequenz: Mobil Station in der Elm Street)

## Wirtschaft und Infrastruktur

### Wirtschaft
In Braintree sind mehrere große Unternehmen ansässig, darunter Greater Media, Haemonetics und TopSource LLC.

### Verkehr
Braintree liegt in der Metropolregion Greater Boston, die über hervorragende Bahn- und Flugverbindungen sowie eine ausgezeichnete Anbindung an Highways verfügt. Die Massachusetts Route 128 und die Interstate 95 teilen die Region in innere und äußere Zonen. Diese sind durch zahlreiche Verbindungsstraßen miteinander verbunden, die direkt zum Logan International Airport, Boston Harbor sowie zu intermodalen Verkehrseinrichtungen von Boston führen.
Die wichtigsten Highways in Braintree sind die Interstate 93 und die Massachusetts Route 3 sowie die Massachusetts Route 37 und die Massachusetts Route 53. Von Norden kommend verlaufen die I-93, der U.S. Highway 1 und die Massachusetts Route 3 alle von Boston aus parallel und teilen sich erst in Braintree: Die Massachusetts Route 3 führt als Pilgrims Highway nach Osten in Richtung Cape Cod, die I-93 und der U.S. Highway 1 führen östlich zur Massachusetts Route 128.
Vom Bahnhof an der Union Street fahren Pendlerzüge der Middleboro/Plymouth Line zur South Station in Boston. Am Bahnhof halten auch Züge der Red Line der MBTA. Seit Ende 2007 fahren Züge der Greenbush Line, die am Bahnhof in der Quincy Avenue in East Braintree halten.
Braintree ist Mitglied der Massachusetts Bay Transportation Authority (MBTA), die Busverbindungen zu den MBTA-Bahnhöfen Quincy Adams, Quincy Center, Braintree und Ashmont unterhält. Die MBTA stellt außerdem das Transportsystem THE RIDE für ältere und behinderte Menschen zur Verfügung.
Die meisten Einwohner von Braintree nutzen den Logan International Airport in Boston. Außerdem befindet sich in Norfolk County der Norwood Memorial Airport, ein Entlastungsflughafen mit zwei Rollbahnen, der von Braintree ebenfalls gut zu erreichen ist.

### Schulen
In Braintree gibt es drei High Schools: die Braintree High School, eine öffentliche Schule, die Thayer Academy, eine Privatschule, und die Archbishop Williams High School, eine römisch-katholische Privatschule.

## Persönlichkeiten

### Söhne und Töchter der Stadt
- John Adams (1735–1826), 2. Präsident der Vereinigten Staaten von Amerika
- John Quincy Adams (1767–1848), 6. Präsident der Vereinigten Staaten von Amerika
- Joe Amorosino, Sportdirektor für den Fernsehsender WHDH (TV)
- Michael T. Barry, Star in City of Screams
- Jim Calhoun (* 1942), Trainer der Basketballmannschaft der University of Connecticut
- Priscilla Chan (* 1985),  Kinderärztin und Philanthropin
- Chris Doherty, Musiker, Singer-Songwriter und Gründer/Frontmann der Band Gang Green
- Adam Gaudette (* 1996), Eishockeyspieler
- John Hancock (1736/37–1793), Politiker
- Tiffany Kelly, Miss Massachusetts USA 2006
- Leon Merian (1923–2007), Jazzmusiker
- Nick Santino, Sänger der Band A Rocket to the Moon
- Butch Stearns, Sportmoderator für den Fernsehsender WFXT|FOX 25
- Sylvanus Thayer, der „Vater von West Point“

### Persönlichkeiten, die vor Ort gewirkt haben
- Abigail Adams, First Lady des zweiten Präsidenten der USA und Mutter von John Quincy Adams, dem sechsten Präsidenten der USA
- William Rosenberg, Gründer von Dunkin’ Donuts
- Thomas A. Watson, Assistent von Alexander Graham Bell